# Юхі Куренай
Куренай Юхі (яп. 夕日紅 Югі Куренай) — персонаж манґа- і аніме-серіалу «Naruto», створеного і намальованого манґака Масаші Кішімото. Вона є сенсеєм(наставником) команди № 8, яка складається з неї, Кіби Інузука, Хінати Х'юґа та Шіно Абураме.
«Юхі» означає «вечірнє сонце», а «Куренай» означає "темно-червоний". Червона губна помада Куренай може відноситися до її імені. Канджі імені Куренай можуть так само відноситися до назви традиційної косметики в Японії, червоної губної помади. Так само до цього може відноситися дивний колір очей Куренай — червоний. Спочатку були здогадки на рахунок певного кеккей ґенкай у її очах, однак це не підтверджено.
Куренай — куноїчі, тобто жінка-ніндзя, одна з небагатьох, хто досяг такого високого рівня. Завагітніла від Асуми Сарутобі. Народила доньку Міраї Сарутобі (яп. 猿飛ミライ, Sarutobi Mirai).

## Характер
Куренай — дуже спокійна людина. Вона врівноважена і стримана, добре ладить із людьми, і їй легко знайти спільну мову із оточенням. Куренай — смілива і вольова особистість, вона рішуча і впевнена.
В той же час, Куренай дуже турботлива людина, яка піклується за дорогих їй людей. Вона часто допомагала близьким стати сміливішими і впевненішими і завжди приходила на допомогу.

## Відносини між персонажами
У Куренай дуже хороші стосунки із Хінатою Х'юґа. Куренай стала для дівчини найближчою подругою і частково замінила їй матір. Куренай помічала захоплення Хінати Наруто Узумакі, і всіляко намагалася допомогти дівчинці показати свої почуття. Куренай допомогла Хінаті стати впевненішою в собі. Рішучішою і сміливішою. Вона присвятила багато часу дівчинці, розвиваючи як і її фізичні навички, так і дух ніндзя.
Куренай має хороші стосунки і з іншими членами своєї команди, Кібою Інузукою і Шіно Абураме. Хлопці поважають свого сенсея, яка навчила їх багато чому.
У Куренай були близькі стосунки із Асумою Сарутобі. Вони одружилися і вона має від нього дитину Міраї.

## Перша частина

### Дитинство. Навчання
Про Куренай відомо небагато, її дитинство повністю невідоме. Вона закінчила навчання в Академії Ніндзя у віці 9 років, стала чуніном у 13 років. Незабаром вона стала сенсеєм Якімо Курами. Ця дівчинка мала унікальні можливості у ґенджутсу, однак погано їх контролювала.Її навички були настільки сильними, що Якімо могла вбивати, однак не володіла власною силою.
Своєю силою Якімо породила Ідо, істоту, яка жила всередині її і вбила її батьків. Через це Куренай була змушена запечатати цю силу Якімо, відібравши, таки чином, єдину можливість Якімо стати ніндзя.

### Команда №8
Куренай була призначена сенсеєм Команди № 8, яка складалася із неї, Хінати Х'юґа, Шіно Абураме і Кіби Інузукою. Куренай дуже багато часу присвятила розвитку командного духу, а також Хінаті, яка потребувала допомоги не тільки від досвідченого сенсея, а й від турботливої і м'якої жінки.
Куренай направила свою команду на екзамен підвищення у званні до рівня чунін. Там команда показує прекрасну спільну роботу, чудово спеціалізуючись на вистежуванні і захопленні.
Після того, як команда пройшла ІІ тур, Куренай підтримує своїх учнів під час відбіркових поєдинків. Вона одразу помічає зміну особистості Хінати, те, що дівчинка стає сміливішою. Після її поразки Куренай одразу кидається їй на допомогу.

### Саске покидає Коноху
Після того, як Саске покинув Коноху Куренай з'являється у філерах. Вона разом із Асумою була направлена Цунаде у в'язницю, щоб навести там лад серед злочинців. Однак вони, будучи звільненими Мізукі, величезною кількістю атакували Джонін і перемогли їх. Після цього у в'язниці з'являється Наруто, який підслухав розмову Цунаде із Асумою і Куренай. Він бачить поранених Куренай і Асуму і допомагає сенсеям.

## Друга частина

### Нова зустріч
У ІІ частині Куренай з'являється тільки зрідка. Вона не спостерігала за поєдинком Асуми із Гіданом, однак відчула смерть коханого, яка стала для неї шоком. Згодом Шікамару приносить їй трагічну новину про смерть Асуми.
Після цього Куренай вже не бере участі навіть у місіях власної команди, оскільки є вагітною і не може більше займатися щоденною роботою ніндзя. Згодом, на час її відсутності у команді, її місце посідає Какаші, направляючи колишніх учнів Куренаї у команду Коноха 11. Під час нападу Пейна на Коноху її хоче атакувати одне з призваних тварин ворога, але їй на допомогу приходить Шікамару який перемагає чудовисько. Пізніше він говорить Куренай що буде захищати її і дитину ціною власного життя так як він дав обіцянку Асумі.

### Техніки
Куренай — одна з небагатьох жінок — ніндзя (куноїчі), які досягли рівня джонін. Це говорить про її високу підготовку. Куренай — експерт у бойових мистецтвах, а також у техніках ілюзії (ґенджутсу).
Куренай спеціалізується у ґенджутсу (ілюзорні техніки). Як видно з історії клану Курама, Куренай — майстнр цієї справи. ЇЇ «коронною» технікою є Демонічна Ілюзія: В'яжуче Дерево Смерті. Таку техніку дуже важко подолати, однак вона, як і решта ґенджутсу, вразлива проти шарінґану.